# 新在家町東
新在家町東（しんざいけちょうひがし）は、大阪府堺市堺区にある地名。2024年現在の行政地名は新在家町東一丁から新在家町東四丁。住居表示は実施済。

## 地理
堺区の中央部に位置する。南東は幸通・八千代通・文珠橋通、北東は少林寺町東、北西は新在家町西、南西は南旅篭町西に接する。北西から順に一丁から四丁がある。

## 歴史

### 沿革
- 1872年（明治5年）、灰屋町・南大工3丁目・絹屋6丁目・塩穴町・新在家町寺町・新在家町農人町より新在家町東成立。堺町のうち。
- 1879年（明治12年）、郡区町村編制法施行により、堺区の所属となる。
- 1889年（明治22年）、市制施行により、堺市の所属となる。
- 1933年（昭和8年）、一部が文珠橋通1 - 4丁・八千代通1 - 4丁・幸通1- 4丁となる。
- 1959年（昭和34年）、新在家町の一部を編入[6]。
- 2006年（平成18年）、堺市が政令指定都市に移行し、行政区を設置。新在家町東は堺区の所属となる。

## 世帯数と人口
2024年（令和6年）4月30日現在在の世帯数と人口は以下の通りである。
| 丁             | 世帯数  | 人口  |
| -------------- | ------- | ----- |
| 新在家町東一丁 | 12世帯  | 27人  |
| 新在家町東二丁 | 94世帯  | 140人 |
| 新在家町東三丁 | 65世帯  | 121人 |
| 新在家町東四丁 | 109世帯 | 182人 |
| 計             | 280世帯 | 470人 |

### 人口の変遷
国勢調査による人口の推移。
| 1995年（平成7年）  | 628人 | [ 7 ]  |  |
| 2000年（平成12年） | 569人 | [ 8 ]  |  |
| 2005年（平成17年） | 540人 | [ 9 ]  |  |
| 2010年（平成22年） | 488人 | [ 10 ] |  |
| 2015年（平成27年） | 446人 | [ 11 ] |  |
| 2020年（令和2年）  | 485人 | [ 12 ] |  |

### 世帯数の変遷
国勢調査による世帯数の推移。
| 1995年（平成7年）  | 285世帯 | [ 7 ]  |  |
| 2000年（平成12年） | 254世帯 | [ 8 ]  |  |
| 2005年（平成17年） | 238世帯 | [ 9 ]  |  |
| 2010年（平成22年） | 253世帯 | [ 10 ] |  |
| 2015年（平成27年） | 232世帯 | [ 11 ] |  |
| 2020年（令和2年）  | 266世帯 | [ 12 ] |  |

## 学区
市立小・中学校に通う場合、学区は以下の通りとなる。
| 丁             | 番   | 小学校             | 中学校           |
| -------------- | ---- | ------------------ | ---------------- |
| 新在家町東一丁 | 全域 | 堺市立少林寺小学校 | 堺市立陵西中学校 |
| 新在家町東二丁 | 全域 | 堺市立少林寺小学校 | 堺市立陵西中学校 |
| 新在家町東三丁 | 全域 | 堺市立少林寺小学校 | 堺市立陵西中学校 |
| 新在家町東四丁 | 全域 | 堺市立少林寺小学校 | 堺市立陵西中学校 |

## 事業所
2021年（令和3年）現在の経済センサス調査による事業所数と従業員数は以下の通りである。
| 丁             | 事業所数 | 従業員数 |
| -------------- | -------- | -------- |
| 新在家町東一丁 | 13事業所 | 105人    |
| 新在家町東二丁 | 9事業所  | 43人     |
| 新在家町東三丁 | 8事業所  | 24人     |
| 新在家町東四丁 | 17事業所 | 66人     |
| 計             | 47事業所 | 238人    |

## 交通

### 道路
- 国道26号
- 大道筋（大阪府道197号深井畑山宿院線）

## 施設
- 徳島大正銀行堺支店
- 本伝寺
- 發光院
- 長泉寺
- 専称寺
- 阿弥陀寺
- 宝泉寺
- 賢清寺
- 正明寺
- 新在家町公園
- 土居川公園

## 郵便
- 郵便番号：590-0964[3]（集配局：堺郵便局[15]）。

## ギャラリー

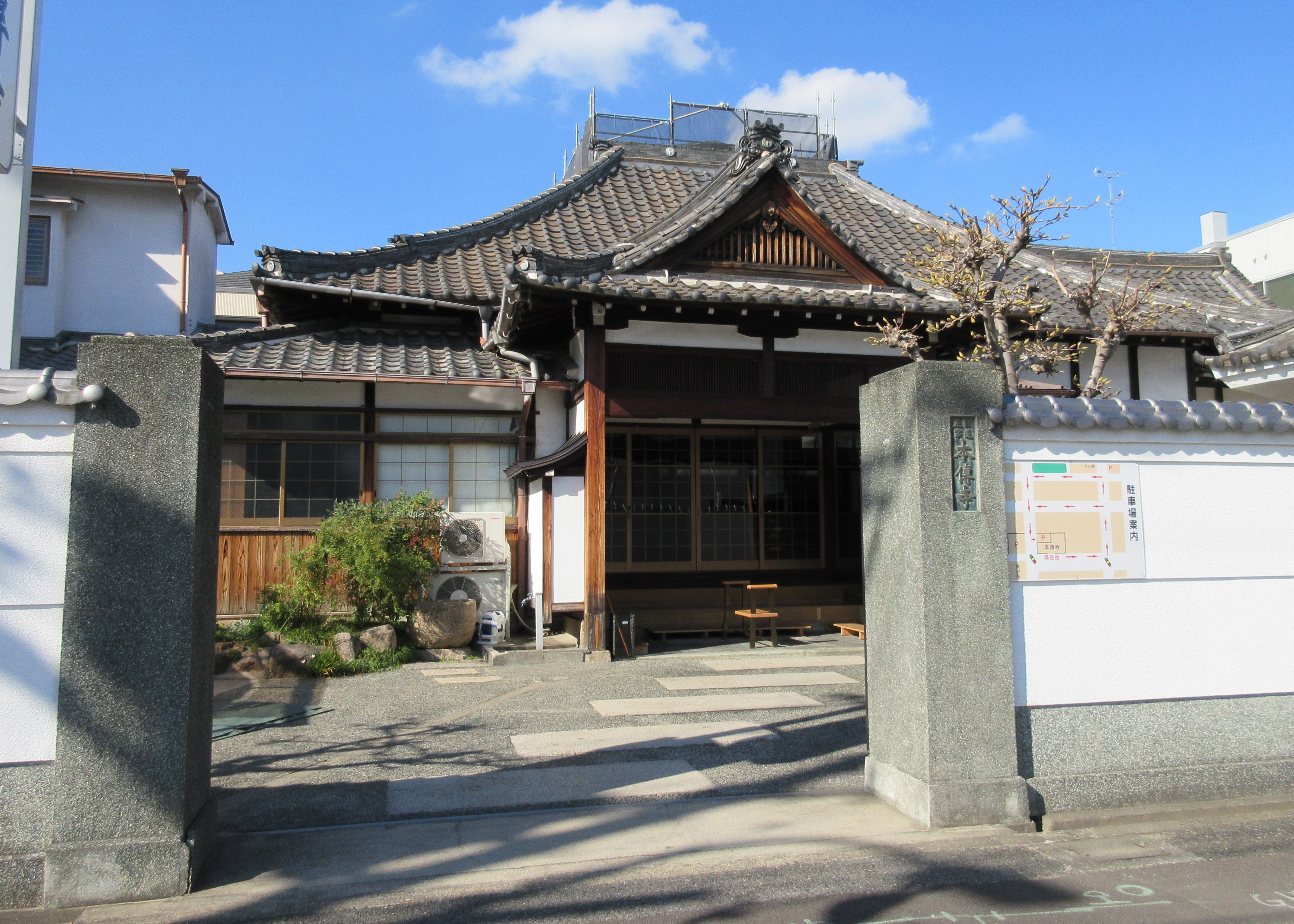
本伝寺
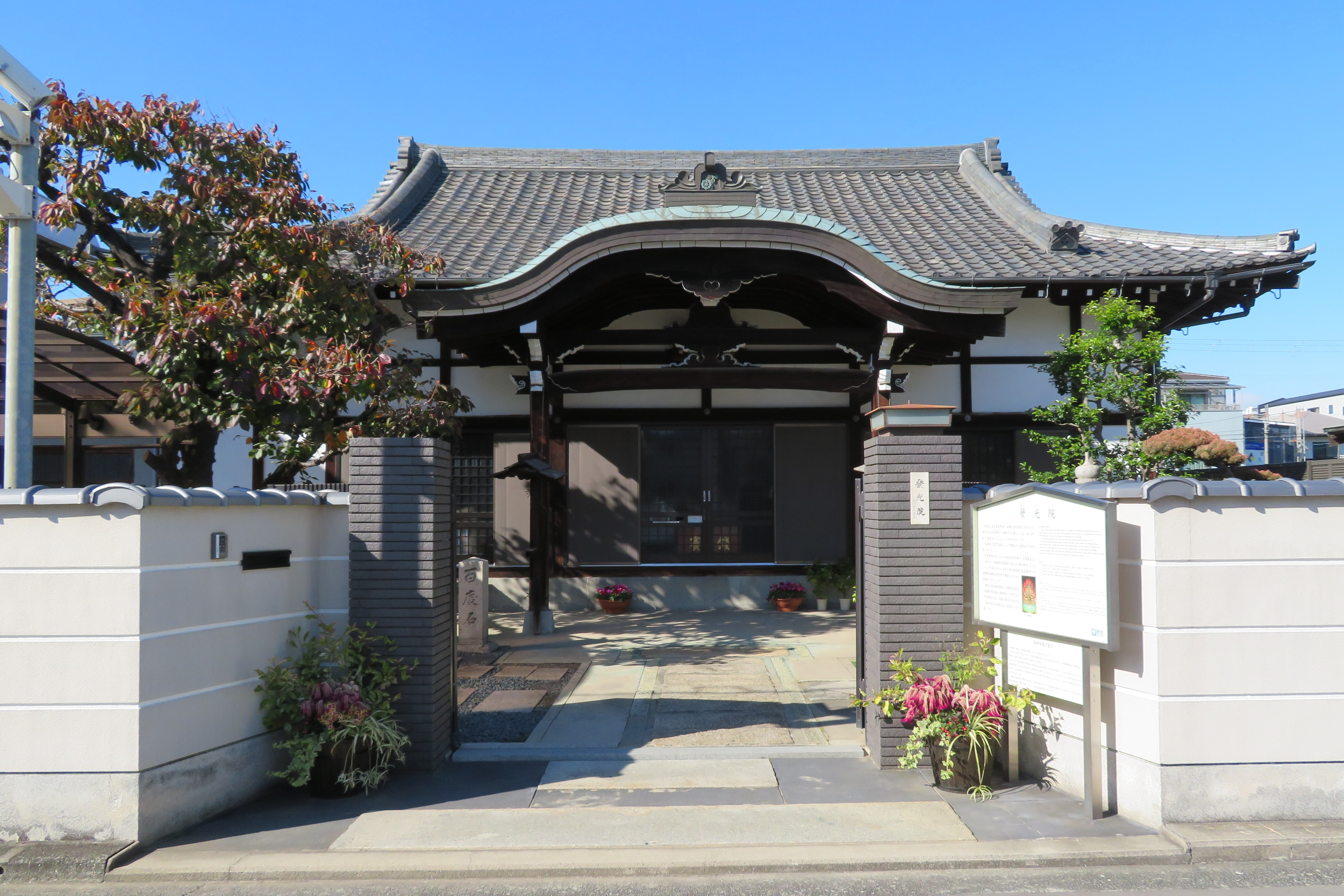
發光院